# Cantinflas
Fortino Mario Alfonso Moreno Reyes, mest känd som Cantinflas, född 12 augusti 1911, död 20 april 1993, mexikansk skådespelare, cirkusartist och komiker. Charlie Chaplin kallade honom en gång "världens roligaste man".
Cantinflas hade en spektakulär roll som Jean Passepartout i filmen Jorden runt på 80 dagar från 1956, en roll som han fick en Golden Globe för.